# Tigridia ehrenbergii
Tigridia ehrenbergii là một loài thực vật có hoa trong họ Diên vĩ. Loài này được (Schltdl.) Molseed miêu tả khoa học đầu tiên năm 1966.